# 48799 Tashikuergan
48799 Tashikuergan este un asteroid din centura principală de asteroizi.

## Descriere
48799 Tashikuergan este un asteroid din centura principală de asteroizi. A fost descoperit pe 8 octombrie 1997 la Xinglong la Observatorul Xinglong. Asteroidul prezintă o orbită caracterizată de o semiaxă mare de 2,85 ua, o excentricitate de 0,05 și o înclinație de 3,0° în raport cu ecliptica.